# Неджати
Иса́ Неджати́ (осман. عيسي نجاتي‎; умер в 1509 году) — османский поэт, и первый великий лирик Османской турецкой литературы. Писал на османском и персидском языках. Считается оригинальным и красноречивым поэтом, был высоко оценён современниками и последующими турецкими писателями, заняв важное место в истории турецкой литературы.

## Биография
О его происхождении и молодости известно не так много. Считается, что он был рождён рабом в Эдирне. Его имя Иса (Иисус) и Неджати (который сбежал от опасности / нашёл убежище) указывают на не мусульманское и не турецкое происхождение, хотя современные биографы об этом не упоминают. Вероятно, что он стал известен как поэт уже в Эдирне и сумел выкупиться из рабства. В юном возрасте он отправился в Кастамону, где развил свои навыки каллиграфии и поэзии. Около 1480 года он отправился в Константинополь, где писал стихи для султана Мехмеда II и обзавёлся влиятельными друзьями. В одном рассказе описывается как один из компаньонов султана по имени Юрги или Чиюрги (предположительно грек из Трапезунда) взял с собой несколько газелей Неджати, когда пошёл играть в шахматы с султаном. Султан оказался доволен работами Неджати и назначил его катибом в Османский императорский совет. После воцарения султана Баязида II в 1481 году, Неджати ненадолго поступил на службу к одному из государевых сыновей, шехзаде Абдулле. Вместе со своим другом Сехи Беем, он служил катибом (секретарём) шехзаде Махмута, сына Баязида II. После смерти Махмута (в 1507 или 1508 году), Неджати отказался от каких-либо дальнейших назначений и жил на пенсии в Константинополе вплоть до своей смерти 17 марта 1509 года.

## Творчество
Он был признан современниками и более поздними библиографами одним из величайших поэтов своей эпохи. Кроме нескольких разрозненных строк из многих частей, относимых к Неджати, единственное дошедшее до нас произведение — это его диван (сборник стихов), в котором есть многочисленные примеры его изящного и изысканного стиха. Его роман «Лейла и Меджнун» и перевод этического сочинения Газали «Алхимия счастья» не сохранились. Дошедшие до нас лирические стихотворения Неджати, по утверждению А. Е. Крымского, «звучны, не лишены образности, но страдают недостатком цельности». Считается, что Неджати был менее подвержен влиянию персидской литературы, чем другие поэты до него.

## Сочинения
- Dîvânı / Ed. A. N. Tarlan. İst., 1963;
- Литература Востока в средние века: Тексты. М., 1996. С. 180—184.